# Real Fine Place
Real Fine Place es el 5⁰ álbum de estudio grabado por la cantante estadounidense country Sara Evans. Lanzado el 4 de octubre del 2005 por RCA Records Nashville. Es el siguiente álbum de Evans en ser certificado platino por la RIAA después de Restless. Cuenta con el cuarto éxito de número #1 de Evans, "A Real Fine Place to Start", "Cheatin" #10, "You'll Always Be My Baby" #20, y "Coalmine" #40. El álbum debutó en el número 3 de la lista Billboard 200 de los Estados Unidos, vendiendo 124.720 copias en su primera semana. El álbum fue certificado platino por la RIAA por envíos estadounidenses de un millón de copias.

## Lista de canciones
| CD  |                              |          |  |
| N.º | Título                       | Duración |  |
| 1.  | «Coalmine»                   | 3:26     |  |
| 2.  | «A Real Fine Place to Start» | 4:00     |  |
| 3.  | «Cheatin'»                   | 3:27     |  |
| 4.  | «New Hometown»               | 3:54     |  |
| 5.  | «You'll Always Be My Baby»   | 4:37     |  |
| 6.  | «Supernatural»               | 4:38     |  |
| 7.  | «Roll Me Back in Time»       | 4:56     |  |
| 8.  | «The Secrets That We Keep»   | 3:40     |  |
| 9.  | «Bible Song»                 | 4:46     |  |
| 10. | «Tell Me»                    | 3:55     |  |
| 11. | «Missing Missouri»           | 4:16     |  |
| 12. | «Momma's Night Out»          | 2:53     |  |
| 13. | «These Four Walls»           | 4:34     |  |

## Enlaces Externos
Real Fine Place Discogs
Real Fine Place AllMusic